# Japán mezőgazdaságának fejlődése a kezdetektől

## A korai gyűjtögető közösségek
A pleisztocén korszakban csakúgy, mint a mást tájakon a japánban élő közösségek is gyűjtögető életmódot éltek. Azonban a Japán gyűjtögető közösségeinek a történetéről alig tudunk valamit. 130.000-13.000 évvel ezelőtt, már valószínűleg léteztek a gyűjtögető közösségek. Ezek az őskori közösségek barlangokban és kőüregekben éltek, innen indultak gyűjtögetni és vadászni.
A kései gyűjtögető közösségek
A pleisztocén kort követő felmelegedés nyomán a lombhullató erdő lett a meghatározó növénytakaró. A Jomon kultúra idején (i. e. 5000-i. e. 250) az emberek már a vadon termő növények terméseinek az összegyűjtésével is képesek voltak fenntartani magukat. A megváltozott élelmiszer választék következtében megjelentek az agyagedények. (Legrégebbi lelet kb. 12 700 éves valószínűleg Koreából származik.) Ezeknek az edényeknek a díszítése igen kezdetleges volt. Az évszázadok múlásával azonban rendkívül változatos lett.

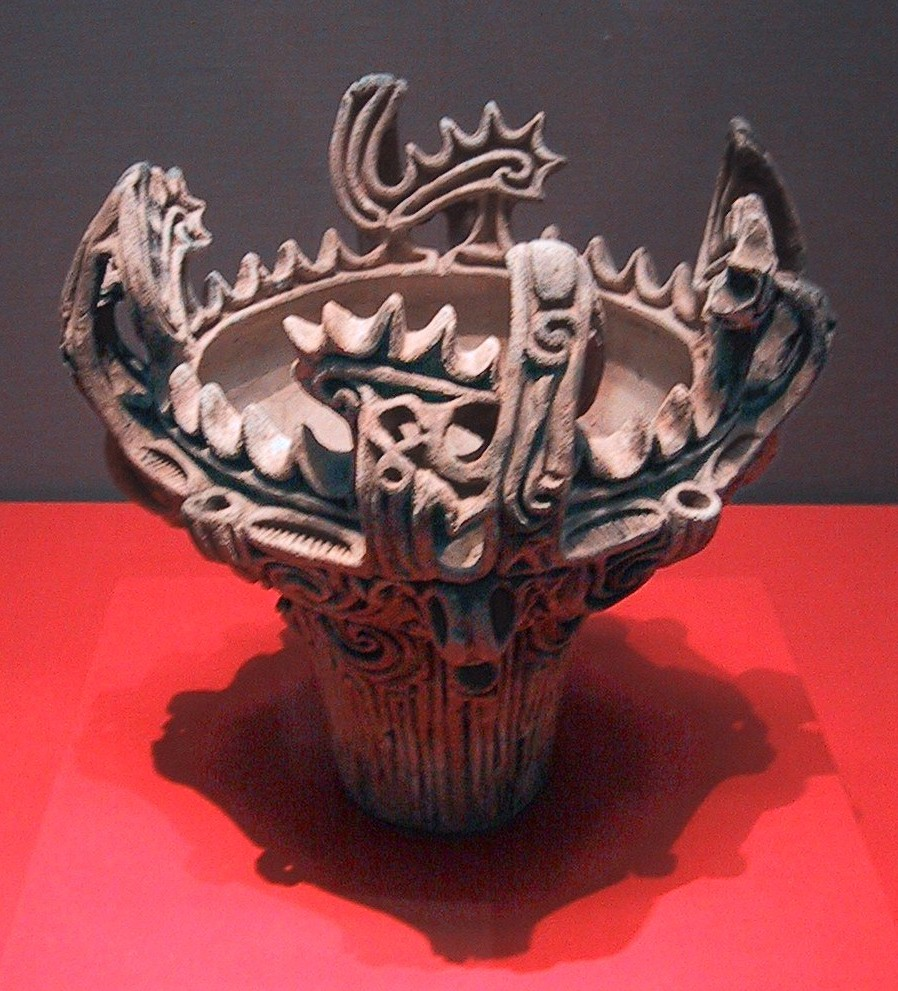
Dzsómon-kori váza

Ezek az edények alkalmasak voltak az élelmek tárolására illetve főzésre is. Ennek következtében a nyersen megemészthetetlen növényeket, magvakat is képesek voltak fogyasztani. Illetve megjelent a tengeri élelemforrások kihasználása is. A partvidéken párologtatós módszerrel sót nyertek ki a tengervízből, ezt a belsővidékeken értékesítették. Természetesen az emberek továbbra is fogyasztottak húst. A nagytestű emlősök megritkulásának következtében átalakították a fegyvereiket hogy a kisebb és gyorsabb vadakat is képesek legyenek elfogni. Japán északi részén még vadászkutyákat is használtak. Medvecsapdákat építettek. Hálókat, szigonyokat és horgokat készítettek. A könnyed élelemszerzés következtében megnövekedett a népesség.
A népességnövekedés miatt egyre több és jobb minőségű emberkéz alkotta lakhely épült. A barlangok és sziklaüregek másodlagos tevékenység színtere lett. Az életkörülmények javulásával a tárgykészítés is fejlődésnek indult. Megjelentek a fésűk, nyaklánc, faedény, lakkozott tárolóedények, és fülbevalók is. És állati bőrből illetve kenderből készített ruhák is megjelentek
Az ünnepi szertartások is egyre kidolgozottabb lett. Számos agyagszobrocska és kőeszköz köthető a szexualitáshoz. Ezeknek mágikus erőt tulajdonítottak mely védelmet nyújt a szülés veszélyeitől, a betegség és halál ellen.

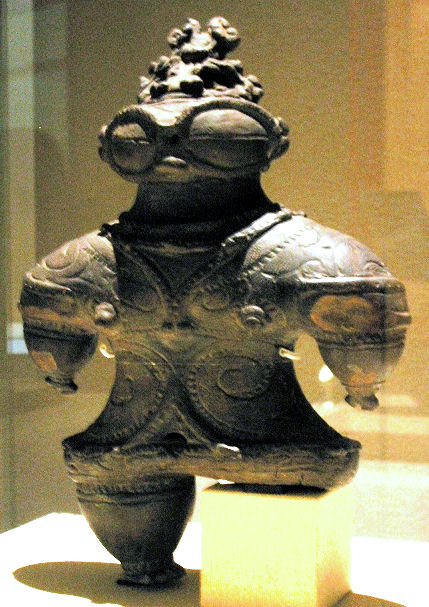
Dzsómon-korabeli agyagszobor (a Tokiói Nemzeti Múzeum gyűjteményéből).

## Japán mezőgazdasága napjainkban
Az ország területének nagy része hegyvidék, így mindössze a területek 15%-át tudják megművelni a földeknek. Leginkább a kisparaszti gazdaságok és törpebirtokok jellemzik. Ezek nem lehetnek nagyobbak egy-két hektárnál.
A mezőgazdasági üzemeknek két típusa van, amelyekről részletesen beszélek.
Az első a sengio farm, ebből található kevesebb Japánban. A sengio farm jellemzője, hogy főképpen a mezőgazdasági termelésből él meg, tehát nincs nagyon köze az iparhoz vagy egyéb szolgáltatásokhoz. Ezek a farmok Hokkaido területén vannak nagyobb számban.
A másik típus a kengio farm, amely vegyes jövedelmekből él. Ez a mezőgazdaságot, ipart és szolgáltatásokat jelenti. Ennek a típusnak az aránya 80% körüli Japánban.
A mezőgazdaság két húzó ága a termesztésben a rizs és a búza, melyekből exportra is jut. Mostanság gyors ütemben fejlődik a gyümölcstermesztés is. Elterjedt a narancs, a mandarin és a gesztenye is, illetve a cseresznye.

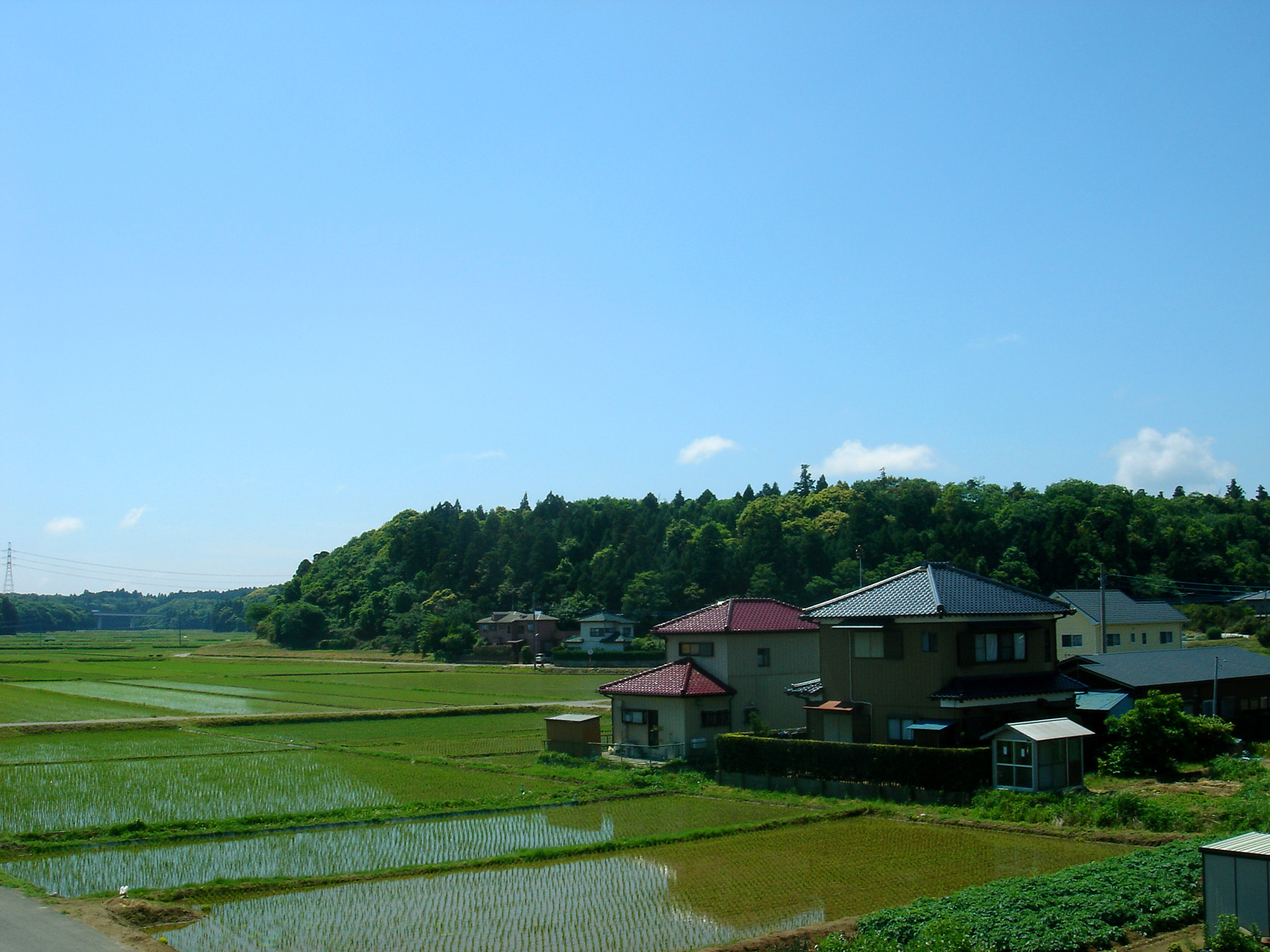
Rice fields in Sawara, Chiba

Japán kevésbé jelentős ágazata az állattenyésztés, itt a főszerepet a baromfi, a sertés és meglepő módon a szarvasmarha tenyésztés kapja. Viszont ezzel egyszerre a juhok és a kecskék tenyésztése leapadt. Valójában persze a legfontosabb például már önmagában a japán életmód és étkezés szempontjából a halászat, melynek ‘termékei’, a halak folyamatos kiegészítői a mindennapi életnek. Japán halászata első a világon, sőt a japán halászflotta a világtenger 2/3-án jelen van! De jelentős probléma is egyben, ugyanis a part menti vizek mára már szennyezettek, így tulajdonképpen kénytelen is a távoli vizeken halászni. Négy főhal típusa makréla, tőkehal, tonhal és a szardínia. Ezenkívül fontos a kagyló és a rák, valamint igazgyöngytermelésben kiemelkedő, évi 65 tonnát állít elő. A japán halászat egyik legfőbb problémája a bálnavadászat, melyet nemzetközi egyezménnyel próbálnak kiküszöbölni. Ennek bizonyítéka, hogy az 1970-es években évi 17 ezer bálnát vadásztak le!
Élelmiszer importra szorul, ezt az USA által oldja meg.

## Japán mezőgazdaság hanyatlása?
Japán mezőgazdasága folyamatosan veszít a jelentőségéből, mind a foglalkoztatottságban, mind az előállításban. Érdekes és megemlítendő, hogy az 1960-as években még 27% dolgozott ebben az iparágban, az előállítás mértéke pedig 17% volt, ez mára mindössze 5-2%-os arány.
| Export                              | Import                               |
| ----------------------------------- | ------------------------------------ |
| Mezőgazdasági termékek 1,0%         | Mezőgazdasági termékek 11,3%         |
| Üzemanyag és bányászati termék 3,1% | Üzemanyag és bányászati termék 35,6% |
| Egyéb 5,7%                          | Egyéb 1,8%                           |
| Feldolgozott ipari termékek 90,2%   | Feldolgozott ipari termékek 51,3%    |

Japán mindig is túlnépesedett ország volt, ráadásul természeti adottságokban nem épp a legkedvezőbb helyen található bolygónkon. Mindössze a 13-15%-a művelhető terület. Ez a szám azonban zsugorodik a városok terjeszkedése miatt, s a területek így is elszórtan találhatóak, főleg a keleti részén az országnak, ami már jócskán benépesült rész. Akik mezőgazdasági termelésben dolgoznak, nagy részük már magánbirtokokon művel, a bérlők aránya körülbelül 9, a bérmunkások aránya 7%. A második világháború után ezek a bérlők tulajdonosokká váltak az amerikai nyomás hatására, az üzemméret pedig tovább aprózódott.
Ami jellemzi a Japán mezőgazdaságot, az a növénynemesítés, agrotechnika, műtrágyázás, sajátos viszonyokhoz igazodó kisgépek.
Mára már a rizs sem nevezhető különleges exportcikknek, egyre kevésbé jövedelmező.
Japán mezőgazdasága elöregedett és elnőiesedett a tőkehiány következtében, valamint óriási problémát okoz gazdasági szempontból, hogy a japánok ‘belülről’ próbálják megoldani a helyzetet, ám eddig ezek a próbálkozások kudarcba fulladtak.
Manapság Japán mivel fizetőképes ország, ezért nagy számban importál más országokból, állandó kereskedelmi partnere például az Amerikai Egyesült Államok is.